# 马扎赖格赖吉
马扎赖格赖吉（匈牙利語：Magyaregregy）是匈牙利巴兰尼亚州所辖的一个村。总面积26.81平方公里，总人口742，人口密度27.7人/平方公里（2011年1月1日）。